# Église Sainte-Marguerite de Carcheto-Brustico
L'église Sainte-Marguerite est une église catholique située à Carcheto-Brustico, en France.

## Localisation
L'église est située dans le département français de la Haute-Corse, sur la commune de Carcheto-Brustico.

## Historique
L’église, de style baroque, fut construite par des artisans locaux de la Castagniccia aux XVIIe et XVIIIe siècles. Elle est flanquée d'un immense clocher ajouré et sa façade présente une harmonieuse composition avec ses pierres aux teintes chaudes. L'intérieur baroque est d'une simplicité touchante mais les peintures sont assez détériorées. 
Sa situation en fait l'une des églises les plus pittoresque de la région. L'édifice est classé au titre des monuments historiques en 1976.